# هوبارت إيرل
هوبارت إيرل (بالإنجليزية: Hobart Earle) هو موزع فنزويلي، ولد في 20 ديسمبر 1960 في كاراكاس في فنزويلا.

## وصلات خارجية
- هوبارت إيرل على موقع ميوزك برينز (الإنجليزية)